# Jake Dixon
Jake Curtis Dixon (* 15. Januar 1996 in Dover) ist ein britischer Motorradrennfahrer, der zurzeit in der Moto2-Klasse der Motorrad-Weltmeisterschaft für das Marc VDS Racing Team auf einer Boscoscuro an den Start geht.

## Persönliches
Er ist mit der elf Jahre älteren Sarah Roberts verheiratet; die beiden haben eine gemeinsame Tochter namens Summer Rose (* 1. April 2023).

## Statistik

### Erfolge
- 6 Grand-Prix-Siege

### In der Motorrad-Weltmeisterschaft
(Stand: Großer Preis von Österreich, 17. August 2025)
| Saison | Klasse | Team                     | Motorrad   | Rennen | Siege | Zweiter | Dritter | Poles | Schn. Runden | Punkte | Ergebnis |
| ------ | ------ | ------------------------ | ---------- | ------ | ----- | ------- | ------- | ----- | ------------ | ------ | -------- |
| 2017   | Moto2  | Dynavolt Intact GP       | Suter      | 1      | –     | –       | –       | –     | –            | 0      | 45.      |
| 2019   | Moto2  | Ángel Nieto Team         | KTM        | 17     | –     | –       | –       | –     | –            | 7      | 25.      |
| 2020   | Moto2  | Petronas Sprinta Racing  | Kalex      | 12     | –     | –       | –       | –     | –            | 44     | 18.      |
| 2021   | Moto2  | Petronas Sprinta Racing  | Kalex      | 15     | –     | –       | –       | –     | –            | 30     | 20.      |
| 2021   | MotoGP | Petronas Yamaha SRT      | Yamaha     | 2      | –     | –       | –       | –     | –            | 0      | 30.      |
| 2022   | Moto2  | GASGAS Aspar Racing Team | Kalex      | 20     | –     | –       | 6       | 2     | –            | 168,5  | 6.       |
| 2023   | Moto2  | GASGAS Aspar Racing Team | Kalex      | 19     | 2     | –       | 3       | 2     | 1            | 204    | 4.       |
| 2024   | Moto2  | CFMoto Aspar Racing Team | Kalex      | 18     | 2     | 1       | 2       | 2     | 1            | 155    | 8.       |
| 2025   | Moto2  | Elf Marc VDS Racing Team | Boscoscuro | 13     | 2     | –       | 1       | 2     | 1            | 119    | 5.       |
| Gesamt | Gesamt | Gesamt                   | Gesamt     | 117    | 6     | 1       | 12      | 8     | 3            | 727,5  |          |

Grand-Prix-Siege
| Saison | Klasse | Rennen                           |
| ------ | ------ | -------------------------------- |
| 2023   | Moto2  | Niederlande Katalonien           |
| 2024   | Moto2  | Vereinigtes Konigreich Aragonien |
| 2025   | Moto2  | Argentinien USA-Texas            |